# Prodeinodon
 Prodeinodon  (“anterior a Deinodon”) es un género representado por 3 especies de dinosaurios terópodos probablemente carnosaurios, que vivieron a mediados del período Cretácico, hace aproximadamente entre 110 y 100 millones de años, entre el Aptiense y Albiense en lo que es hoy Asia. Es un taxón cajón de sastre de la Formación Xinlong en la Cuenca Napai de China y de la Formación Oosh de Mongolia . Todas conocidas por dientes fragmentarios sin características especiales lo que dificulta su clasificación, que no muestran características diagnósticas, aunque pueden pertenecer a un carnosaurio. Al menos algunas de las especies mencionadas pueden representar terópodos carcarodontosáuridos basales similares a Acrocanthosaurus. La especie tipo es Prodeinodon mongoliensis, fue descrita por Henry Fairfield Osborn en 1924,. muy parecido al del Aublysodon, posiblemente un tiranosauroide, o un maniraptor, por otro lado algunos científicos han considerado que P. mongoliense era un carnosaurio. Una segunda especie, Prodeinodon kwangshiensis, fue nombrada en 1975 por Hou, Yeh y Zhao y es un probable pariente de Wakinosaurus y por último "Prodeinodon tibetensis" no ha sido formalmente descrito y considerado inválido por esta razón y puede haber pertenecido a su propio género separado.